# Бо Гу
Бо Гу (кит. 博古, пиньинь Bó Gǔ; настоящее имя Цинь Бансянь (кит. трад. 秦邦憲, упр. 秦邦宪, пиньинь Qín Bāngxiàn); 14 мая 1907 — 8 апреля 1946) — деятель Коммунистической партии Китая, один из её руководителей на начальном этапе существования, член Группы 28 большевиков.

## Биография

### Ранние годы
Цинь Бансянь родился в 1907 году на землях Ханчжоуской управы провинции Чжэцзян в бедной семье, происходившей из уезда Уси провинции Цзянсу. В 9 лет потерял отца. В школе увлекался чтением рукописей династии Цинь, по причине чего впоследствии и взял себе второе имя — Бо Гу. Позднее Цинь учился в ремесленном училище в Сучжоу, где в 1925 году был избран председателем студенческого союза. Принимал активное участие в борьбе против китайских милитаристов, угнетавших ряд китайских провинций в те годы. Здесь же он вступил в ряды Коммунистического союза молодежи.
Осенью 1925 года Цинь поступил на факультет социологии в Шанхайский университет — первое учебное заведение в Китае по подготовке революционных кадров и руководимое коммунистами. Здесь преподавали такие известные деятели КПК, как Цюй Цюбо и Дэн Чжунся, часто выступал Ли Дачжао. В том же году Цинь примкнул к антиимпериалистическому Движение 30 мая, а затем, в ходе деятельности в нём — в КПК.

### Обучение в Москве
В 1926 году Бо был направлен в Москву для изучения марксизма и ленинизма в Университете им. Сунь Ятсена, созданном Коминтерном для обучения китайских революционеров. Здесь Бо познакомился с Ваном Мином, который прибыл в этот университет годом ранее. Вместе с рядом других китайских студентов, такими как Чжан Миньтянь, Ван Цзясян, Ян Шанкунь, участвовал в создании Группы 28 большевиков. Сторонники этой группы рассматривали себя как истинных марксистов и выступали за изменение направления развития Китайской революции.

### Партийная деятельность

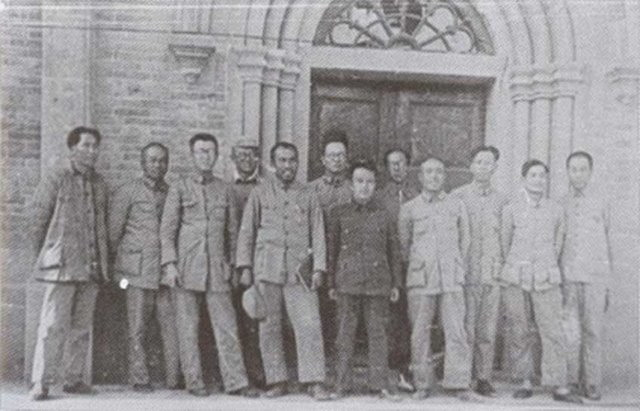
Групповая фотография лидеров КПК (Яньань, 1938 год) — Бо Гу в центре во втором ряду

По возвращении в Китай в мае 1930 года Бо — на руководящей работе во Всекитайской федерации профсоюзов, затем в комсомоле. Активный участник борьбы против т. н. «линии Ли Лисаня», завершившейся на VI съезде КПК в 1931 году критикой как правого оппортунизма Чэня Дусю, так и левого уклона Ли Лисаня. После отъезда Вана Мина в Москву в качестве руководителя делегации КПК при Коминтерне, Бо был избран членом Центрального бюро КПК, а затем и генеральным секретарем ЦК КПК. На посту генерального секретаря проводил пролетарскую, интернационалистскую политику, но вместе с тем допустил ряд серьёзных ошибок.
В результате репрессий со стороны Гоминьдана силы КПК в крупных городах Китая понесли большие потери. В 1933 году Бо Гу и другим членам Центрального бюро, таким как Чжоу Эньлай, пришлось эвакуироваться на советские территории — на базу КПК в Китайской Советской Республике в Цзянси. Здесь между Бо Гу, Чжоу Эньлаем, военным советником Коминтерна Отто Брауном (Ли Дэ), осуществлявшими военное руководство армией, с одной стороны и Мао Цзэдуном, который в то время был председателем правительства, с другой стороны, начались трения.

### Великий Поход
В 1934 году после окружения советских районов в Цзянси войсками Чан Кайши, руководство КПК приняло решение об эвакуации своих войск с занимаемых территорий в особый район в Яньани (т. н. «Великий поход»). Понесенные Китайской Красной Армией в ходе Великого похода тяжёлые потери привели к падению авторитета Бо Гу и его отставке. В свою очередь, сложившаяся ситуация способствовала росту авторитета Мао Цзэдуна в командных и политических кругах армии. После совещания в Цзуньи в январе 1935 года ЦК КПК возглавил Мао Цзэдун. В феврале Бо Гу был смещён с поста генерального секретаря, но сохранил за собой пост члена Политбюро.
Как представитель КПК, Бо Гу вместе с Чжоу Эньлаем и Е Цзяньинем направляется в Сиань для расследования Сианьского инцидента 1936 года. В период Войны сопротивления Бо вёл большую работу по организации и укреплению единого антияпонского национального фронта. В 1937 году Бо Гу назначается руководителем Организационного отдела ЦК КПК.

### Кампания против догматизма
В 1941—1945 годах Бо Гу возглавлял редакцию газеты «Цзефан жибао» (кит. 解放日报) и телеграфное агентство «Синьхуа» (新华社), распоряжался партийным радиоцентром.
В 1942 году Мао Цзэдун обвинил Ван Мина, Бо Гу, Ло Фу и других членов «московской группы» в «догматизме» — механическом перенесении опыта марксизма-ленинизма без учета китайской действительности. «Догматиков» обвинили в стремлении перенести тяжесть революционной борьбы из деревни в город, завоевания победы «через города». По Мао Цзэдуну, это коренная ошибка «догматиков», которые (в первую очередь, Бо Гу и Ло Фу) проводили в 1931—1934 годах догматическую, политику в деревне, забывая напрочь о "китайской специфике". Мао Цзэдун считал, что город слишком крепок силами контрреволюции и поэтому был недоступен китайской Красной армии. В ходе инициированного Движения за упорядочение стиля в партийной работе (чжэнфын) Бо Гу также был обвинён в «левом оппортунизме» и догматизме в составе «коминтерновской группировки» коммунистов, в основном обучавшихся в Москве. Хотя Бо Гу в конечном итоге и уступил давлению Мао Цзэдуна, Кан Шэна, Пэн Чжэня и других организаторов чжэнфына и подверг критике интернационалистскую позицию Ван Мина, себя и других единомышленников, он постоянно испытывал критику за недостаточно эффективную критику «оппортунистического» курса на страницах «Цзефан жибао».

### Последние годы
После окончания кампании чжэнфына, Бо Гу был вновь допущен к активной политической жизни в партии. Он был избран членом Центрального комитета КПК на VII съезде КПК в 1945 году. В составе делегации КПК принимает участие в мирных переговорах с Гоминьданом в Чунцине, проводившихся с тем, чтобы избежать гражданской войны. Присутствовал он и на следующем этапе переговоров — политическом конгрессе в Чунцине в феврале 1946 года. На обратном пути в Яньань самолёт, на котором Бо летел с докладом об итогах переговоров, потерпел катастрофу в Шаньси. Вместе с Бо Гу погибли несколько высокопоставленных руководителей КПК, таких как генерал Е Тин, руководитель Центральной партийной школы в Яньани Дэн Фа.

## Наследие
Бо Гу принадлежат многочисленные переводы на китайский язык произведений основоположников марксизма-ленинизма и другой марксистской литературы.